# Vienna Ab initio Simulation Package
Vienna Ab initio Simulation Package（略称：VASP）は、第一原理量子力学計算を行うための計算化学ソフトウェア。

## 概要
1993年にオーストリア・ウィーン大学のユルゲン・フルトミュラーとゲオルグ・クレッセにより開発された。現在はゲオルグ・クレッセを中心とした開発チームにより開発が進められている。
PAW型擬ポテンシャル法と平面波基底を用いた第一原理計算パッケージである。金属結晶や無機固体などの様々な物理系に対し、密度汎関数理論に基づいた電子状態計算や量子力学的分子動力学計算を実行し、バンド計算や安定状態・遷移状態における構造の最適化、反応経路探索などを行う。VASPはウィーン大学とのライセンス契約に基づいて有償で提供されており、世界中の1400以上の研究機関で広く使用されている。